# Michael Rosenbaum

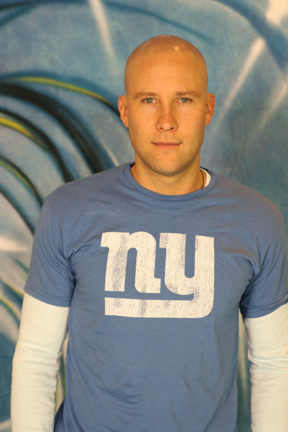
Michael Rosenbaum

Michael Rosenbaum, född 11 juli 1972 i Oceanside, New York, är en amerikansk skådespelare som är mest känd för sin roll som Lex Luthor i TV-serien Smallville.

## Biografi
Trots att Rosenbaum föddes på Long Island så växte han upp i Newburgh, Indiana.
Han studerade teater på universitet i Western Kentucky University, Kentucky och när han blev klar flyttade han tillbaka till New York med intentioner att bli skådespelare. Efter några mindre filmroller fick Rosenbaum rollen som Lex Luthor och flyttade så småningom till Los Angeles, Kalifornien. Han gör även röster till olika karaktärer i diverse tecknade serier.

## Filmografi
- 1997 – Midnight in the Garden of Good and Evil
- 1998 – Urban Legend
- 2000 – Eyeball Eddie
- 2001 – Rave Macbeth
- 2001 – Ljuva november
- 2001 – Poolhall Junkies
- 2002 – Sorority Boys
- 2002 – G-S.P.O.T.
- 2003 – Bringing Down the House
- 2005 – Cursed
- 2007 – Kickin' It Old Skool
- 2010 – Father of Invention
- 2010 – Catch .44

## TV-serier
- 1999-2000 Zoe, Duncan, Jack and Jane
- 2001-2008 Smallville

## Tecknade serier
- 1999-2001 Batman Beyond
- 2001-2004 Justice League
- 2004-2006 Justice League Unlimited
- 2001-2002 The Zeta Project
- 2000-2005 Jackie Chan Adventures
- 2005 Teen Titans